# 1999 في بيرو
فيما يلي قوائم الأحداث التي وقعت خلال عام 1999 في بيرو.

## رياضة
- 1 يناير – الدوري البيروفي لكرة القدم 1999 الفائز نادي يونيفرسيتاريو.
- 1 يناير – دوري الدرجة الثانية البيروفي 1999 الفائز U América FC [الإنجليزية]‏.
- 1 يناير – كوبا بيرو 1999 الفائز Sport Coopsol Trujillo [الإنجليزية]‏.

## مواليد

### أبريل
- 13 أبريل – دييغو ميني لاعب تنس الريشة.

### نوفمبر
- 2 نوفمبر – ماركوس لوبيز

## وفيات

### يونيو
- 25 يونيو – خورخي غونغورا (مواليد 1910) لاعب كرة قدم بيروفي.

### نوفمبر
- 27 نوفمبر – أرتورو فيرنانديز (مواليد 1906) لاعب كرة قدم بيروفي.